# Янгранур
Янграну́р (рос. Янгранур, марій. Яҥгранур) — присілок у складі Совєтського району Марій Ел, Росія. Входить до складу Верх-Ушнурського сільського поселення.

## Населення
Населення — 81 особа (2010; 81 у 2002).
Національний склад (станом на 2002 рік):
- марі — 100 %